# Брати Карамазови (гурт)
«Брати́ Карама́зови» (рос. Братья Карамазовы) — український рок-гурт, який виконує пісні російською мовою.
Гурт остаточно створений на початку 1990 року у Дніпрі. Назву гурт отримав з легкої руки Юрія Шевчука. «Тепер ви будете називатися „Брати Карамазови“!!!», — оголосив вердикт Шевчук після одного з концертів у Дніпропетровську.
З 2007 року Карамазов є одним з керівників щорічних культурно-просвітницьких проектів приурочених до Дня Хрещення Русі в Україні що відзначаються у липні.
У 2008 році Олег Карамазов за підтримки РПЦвУ виступив одним з організаторів і учасником туру по 24 містах України, присвяченого 1020-річчю Хрещення Русі. У турі взяли участь групи ДДТ, «Брати Карамазови», С.К.А.Й., відомі богослови Андрій Кураєв і Андрій Ткачов. Паралельно концертного туру по 44-м єпархіях України було проведено хресний хід зі святинями Православної Церкви Московського патріархату.
12 травня 2012 року лідера гурту — Олега Карамазова — разом із Юрієм Шевчуком було нагороджено  орденом Святого Апостола Андрія Первозванного. Нагороду особисто вручив предстоятель  Української православної церкви Московського Патріархату митрополит Володимир (Сабодан).
У листопаді 2012 року президент Росії Володимир Путін нагородив Олега Карамазова орденом Дружби.
У 2020 році увійшов в оргкомітет проєкту РПЦвУ «Люди миру».

## Дискографія
- 1991 — «Время»
- 1995 — «Семь худших песен разных лет»
- 1997 — «Ледокол Киев»
- 1998 — «Солнце догонит тебя» (сингл)
- 1999 — «2 UP SAE»
- 2000 — «Братья Карамазовы и Друзья»
- 2003 — «Избранное»
- 2005 — «В мире животных. Часть І. Бельмондо»
- 2008 — «Целая жизнь» (з ДДТ)
- 2008 — «dobрыхdорог. В мире животных. Часть II»

## Кліпи
- 1996 — «Рожденная, чтобы умереть, любовь»
- 1997 — «Маленькая стая»
- 1997 — «Ледокол Киев»
- 1999 — «2UPsae»
- 2000 — «Кто я тебе?»
- 2001 — «Маленькая стая» (2 версія)
- 2002 — «Ток и ветер»
- 2005 — «Космос мёртв»
- 2005 — «В облаках»
- 2008 — «Ангелы»
- 2008 — «Добрых дорог»